# Castello di Montegibbio
Il Castello di Montegibbio è un edificio che si trova a Montegibbio, nel comune di Sassuolo, in provincia di Modena.

## Storia
Eretto nel 920, fu inizialmente utilizzato dai canonici del Duomo di Parma per difendersi dagli attacchi degli ungari. Entrò poi a far parte dei possedimenti di Bonifacio di Canossa e della figlia Matilde, per finire in mano ai signori Della Rosa di Sassuolo. Distrutto nel 1325 dal ghibellino mantovano Francesco Bonaccolsi, fu ricostruito l'anno successivo quando i Della Rosa, con l'aiuto del guelfo Versuzio Lando, si riappropriarono del feudo. Ceduto agli Estensi nel 1375 e ai Pio di Savoia nel 1499, fu distrutto nel 1501 a causa di un terremoto legato alla Salsa di Montegibbio e rimase abbandonato per oltre un secolo. Nel 1636, con la cessione di Montegibbio ai nobili Boschetti di Modena, fu ricostruito. Passò poi al marchese Ottavio Spolverini di Verona nel 1696, al nobile Luigi Canonici di Ferrara nel 1767, alla famiglia Nanni nei primi dell'Ottocento e infine, nel 1851, ai Borsari di Finale Emilia, che lo ristrutturarono. Dal 1971 è di proprietà del comune di Sassuolo.

## Struttura
All'interno della corte, a forma di ellisse irregolare, sono riconoscibili vari corpi edilizi: la canonica con la torre campanaria, la Chiesa di San Pietro Martire, il palazzo marchionale e la torre castellana. Vi è poi una colombaia e l'abitazione di servizio, usata come fienile e deposito.
Sul fondo è presente un orto e all'ingresso è presente una struttura che oggi ospita l'Acetaia Comunale.